# Andronymus hero
Andronymus hero är en fjärilsart som beskrevs av Evans 1937. Andronymus hero ingår i släktet Andronymus och familjen tjockhuvuden. Inga underarter finns listade i Catalogue of Life.